# 八十八佛洪名寶懺
八十八佛洪名寶懺，是佛教界知名的重要懺法，共分作上下兩段。靠著持誦八十八位如來的名號，作為懺悔。通常多誦改編的簡版《八十八佛大懺悔文》，省去了藥王菩薩、藥上菩薩咒語及經文部分。
上為普光佛、普明佛等「五十三佛」，《觀藥王藥上二菩薩經》說：「若有善男子、善女人、及餘一切眾生，得聞是五十三佛名者，是人於百千萬億阿僧祇劫不墮惡道。若復有人能稱是五十三佛名者，生生之處常得值遇十方諸佛。若復有人能至心敬禮五十三佛者，除滅四重五逆及謗方等皆悉清淨。以是諸佛本誓願故，於念念中即得除滅如上諸罪。」
下為釋迦牟尼佛等「三十五佛」，《大寶積經·優波離會》（《決定毘尼經》）說：「若諸菩薩成就五無間罪，犯波羅夷、或犯僧殘戒、犯塔、犯僧，及犯餘罪，菩薩應當於三十五佛前晝夜獨處殷重懺悔。」